# Desmodium whitfordii
Desmodium whitfordii là một loài thực vật có hoa trong họ Đậu. Loài này được (Schindl.) Pedley miêu tả khoa học đầu tiên.